# Vivre à tout prix
Pour plus de détails, voir Fiche technique et Distribution.
Vivre à tout prix (en allemand : Mord und Totschlag) est un film réalisé par Volker Schlöndorff en 1967, mettant en vedette Anita Pallenberg. 
La bande-son est composée, produite, arrangée et jouée par Brian Jones, un des fondateurs des Rolling Stones, qui était à l'époque le compagnon d'Anita Pallenberg.

## Synopsis
Pour éviter que son violent ex petit-ami ne la frappe, Marie (Anita Pallenberg) lui tire dessus avec son propre pistolet. Plutôt que d'aller voir la police, elle demande à deux hommes de l'aider à jeter le corps sur un chantier à proximité d'une autobahn. Au cours de cette expédition, elle développe une relation avec les deux hommes.

## Distribution
- Anita Pallenberg : Marie
- Hans Peter Hallwachs : Gunther
- Manfred Fischbeck : Fritz
- Werner Enke : Hans
- Kurt Bulau
- Willy Harlander
- Angela Hillebrecht
- Sonja Karzau

## Fiche technique
L'affiche pour la sortie en France (1967) a été dessinée par Jean Mascii.

## Bande son
- Brian Jones : sitar, orgue, flûte à bec, autoharpe, dulcimer, clarinette et harmonica (également compositeur, producteur et arrangements)
- Jimmy Page : guitare
- Nicky Hopkins : piano
- Peter Gosling : chœurs ; une rumeur court qu'il aurait joué du mellotron
- Kenney Jones : tambours
- Glyn Johns : ingénieur
- Mike Leander, orchestre